# Master of Laws
Le Master of Laws est un diplôme universitaire de deuxième cycle spécialisé dans un domaine particulier du droit dans de nombreux pays notamment les pays anglophones ou anglo-saxons et les pays européens. Une licence en droit (ou son équivalent international le bachelor) au minimum est nécessaire afin d'intégrer un LL.M. 
Le terme Master of Laws, souvent abrégé en LL.M. (voire LLM ou LL.M) ou Magister Juris (notamment dans le cas de l'université d'Oxford), provient de l'expression latine Legum Magister  (« Master of laws »).

## Histoire
D'un point de vue historique, le LL.M. est particulier aux systèmes éducatifs des pays anglophones qui font une distinction entre les Bachelors (diplôme de premier cycle ou undergraduate) et les Masters (diplôme de deuxième cycle ou graduate).
Récemment, des Master of Laws ont été introduits dans certains pays européens même si la mise en place des nouveaux grades universitaires licence - master - doctorat à la suite du processus de Bologne n'est pas encore partout appliquée. Cependant, un LL.M reste une qualification internationalement reconnue qui permet d'affirmer une spécialisation, particulièrement dans le cas des LL.M spécifiques, comme le "LL.M Eur." par exemple, qui dénote une spécialisation dans le droit européen.

## Canada
Au Canada, ce master est généralement offerte aux diplômés en droit titulaires d’un Bachelor of Laws, d’un Bachelor of Laws, d’un Bachelor of Laws de la Colombie-Britannique ou d’un Bachelor of Laws. Les étudiants peuvent choisir de prendre la recherche basée LL.M. degrés ou cours basé LL.M. degrés. Les diplômes de LL.M. axés sur la recherche sont des programmes d’un ou deux ans qui exigent que les étudiants rédigent une thèse qui apporte une contribution importante à leur domaine de recherche. Les diplômes de LL.M. ne nécessitent pas un document de recherche important. Un LL.M. peut être étudié à temps partiel, et dans certaines écoles, par l’apprentissage à distance. Les diplômes de LL.M. peuvent être généraux, ou les étudiants peuvent choisir de poursuivre un domaine de recherche spécialisé.
Les diplômés en droit canadiens poursuivent des études de droit parce qu’ils aimeraient faire carrière dans le milieu universitaire ou approfondir leurs connaissances dans un domaine précis du droit. Les diplômés en droit canadiens de la plupart des provinces du Canada doivent faire un stage dans un cabinet d’avocats (appelé « stage ») et suivre un cours de formation juridique professionnelle, ainsi que passer des examens professionnels pour être admis au Barreau d’une province.
Les avocats formés à l’étranger qui souhaitent exercer au Canada devront d’abord faire évaluer leur formation et leur expérience par le Comité national d’agrément de la Fédération des ordres professionnels de juristes du Canada. Après avoir reçu un certificat d’accréditation du Comité national d’accréditation, les diplômés en droit étranger devraient alors obtenir des articles auprès d’un cabinet d’avocats, suivre le cours de formation juridique professionnelle, et réussir les examens professionnels pour être admis au Barreau d’une province.
La LLM en common law de l’Université de la Colombie-Britannique est un exemple de cours de LLM qui aident à préparer les étudiants aux examens professionnels.

## États-Unis
Pour être autorisé à pratiquer le droit ou être avocat, un étudiant doit d'abord obtenir un diplôme à finalité professionnelle. Ce diplôme, appelé Juris Doctor aux États-Unis et Bachelor of Laws dans les autres pays anglophones donne aux étudiants des connaissances de base dans de nombreux domaines. Il est spécialement fait pour apporter les connaissances nécessaires de base pour devenir avocat. Ce diplôme ne permet donc pas de se spécialiser dans un domaine particulier. Si un étudiant souhaite acquérir des connaissances particulières dans un domaine précis du droit, il peut continuer dans un programme LL.M. et préparer un Master of Laws.
Un certain nombre d'écoles ont combiné JD-LL. Les programmes M., tandis que d'autres offrent le diplôme par le biais d'études en ligne. Certains LL. Les programmes de M. comportent une étude générale du droit américain. Les exigences en matière de diplôme varient selon l'école et diffèrent souvent pour le LL. M. étudiants qui ont déjà obtenu un JD d'une faculté de droit américaine et LL. M. les étudiants qui ont déjà obtenu un diplôme en droit d'une faculté de droit non américaine.

## Royaume-Uni
Au Royaume-Uni, un LL. Le programme M. est ouvert à ceux qui détiennent une qualification juridique reconnue, généralement un diplôme de premier cycle en droit ou un CPE . Il n'est pas nécessaire qu'ils soient ou aient l'intention d'être des praticiens du droit. Un LL. M. n'est pas requis, ni une qualification suffisante en soi pour exercer la profession d' avocat ou d' avocat, puisque cela nécessite la réussite du cours de pratique juridique, du cours de formation professionnelle du barreau ou, si en Écosse, du diplôme de pratique juridique, mais est une opportunité d'acquérir des connaissances spécialisées dans un domaine particulier du droit ou une compréhension des systèmes juridiques d'autres nations. Comme pour les autres diplômes, un LL. M. peut être étudié à temps partiel dans de nombreux établissements et, dans certaines circonstances, à distance . Certains prestataires du cours de formation professionnelle du barreau et du cours de pratique juridique permettent également à l'étudiant d'obtenir un LL. M. qualification en plus de ces cours professionnels par la rédaction d'un mémoire.
La plupart des établissements autorisent ceux qui n'ont pas de premier diplôme en droit à obtenir leur LL. M. programme bien qu'il existe encore des exigences minimales en matière d'éducation, telles qu'un diplôme de premier cycle ou une preuve d'une expérience professionnelle substantielle dans un domaine connexe. Des exemples de tels programmes comprennent le Master of Studies in Legal Research à Oxford, le LL. M. diplômes à l' Université d'Édimbourg et LL. Mme[Quoi ?] à l'Université de Leicester  De plus, l'Université Queen's de Belfast propose un LL. M. suite, accessible aux diplômés en sciences juridiques et sociales, débouchant sur des spécialités en développement durable, gouvernance d'entreprise, décentralisation ou droits de l'homme. L'Université de Northumbria propose une approche innovante d'un LL. M. qualification aux étudiants commençant le programme de master en tant qu'étudiants de premier cycle. Les étudiants qui terminent ce programme de quatre ans obtiennent un diplôme combiné de LL. M. et qualification professionnelle du cours de pratique juridique ou BPTC.
Un LL.M peut donc parfois être un choix comparable à un MBA ou à un diplôme d' expertise comptable, agissant comme une discipline complémentaire destinée à la valorisation de carrière. Ainsi, par exemple, un ingénieur qui travaille beaucoup sur des questions telles que la propriété intellectuelle ( brevets, etc.) peut rechercher une connaissance et une reconnaissance plus larges en poursuivant un LL.M

### Oxbridge
Les universités d'Oxford et de Cambridge ont adopté des approches légèrement différentes des autres universités britanniques pour les études juridiques de deuxième cycle, comme elles l'ont fait dans d'autres domaines.
Le cursus de droit de deuxième cycle fondé sur l'enseignement de l'Université de Cambridge, qui était autrefois appelé Legum Baccalaureatus ou Bachelor of Laws (abréviation LL.B.) a été renommé Legum magister ou Master of Laws en 1982, pour éviter toute confusion avec les diplômes de premier cycle d'autres universités. De plus, en 2012, l'Université de Cambridge a introduit le MCL (Master of Corporate Law) destiné aux étudiants de troisième cycle ayant des intérêts en droit des sociétés.
A l' Université d'Oxford, le cursus de droit de deuxième cycle est couronné par un Bachelor of Civil Law (BCL) ou un Magister Juris (M.Jur.), s'il est fondé sur l'enseignement, et par un Master of Philosophy (M.Phil.) ou Master of Studies (M.St.), s'il est fondé sur la recherche. Oxford continue de nommer son principal diplôme de deuxième cycle en droit le BCL pour des raisons largement historiques, car le BCL est l'un des diplômes les plus anciens de l'université, ayant été décerné depuis le XVIe siècle. Le M.Jur. a été introduit en 1991, avec l'objectif de former au common law des étudiants venus d'une formation de droit civil. À l'heure actuelle, il n'y a pas de diplôme de Master of Laws conféré par l'université. Oxford affirme que la BCL est "la qualification de niveau master enseignée la plus appréciée dans le monde de la common law". De plus, en 2010, l'Université d'Oxford a introduit le Master of Science en droit et finance (MLF), conjointement organisé par la Faculté de droit et la Saïd Business School. Le programme MLF comprend une combinaison de cours de finance et d'économie et de cours de droit du cursus BCL.

## Voir également
- Juris Doctor (J.D.)
- Doctor of Laws (LL.D.)
- Bachelor of Laws (LL.B.)
- Bachelor of Civil Law (BCL)
- Magister Juris (MJur)
- Maître (droit)